# Jean-Baptiste Kléber

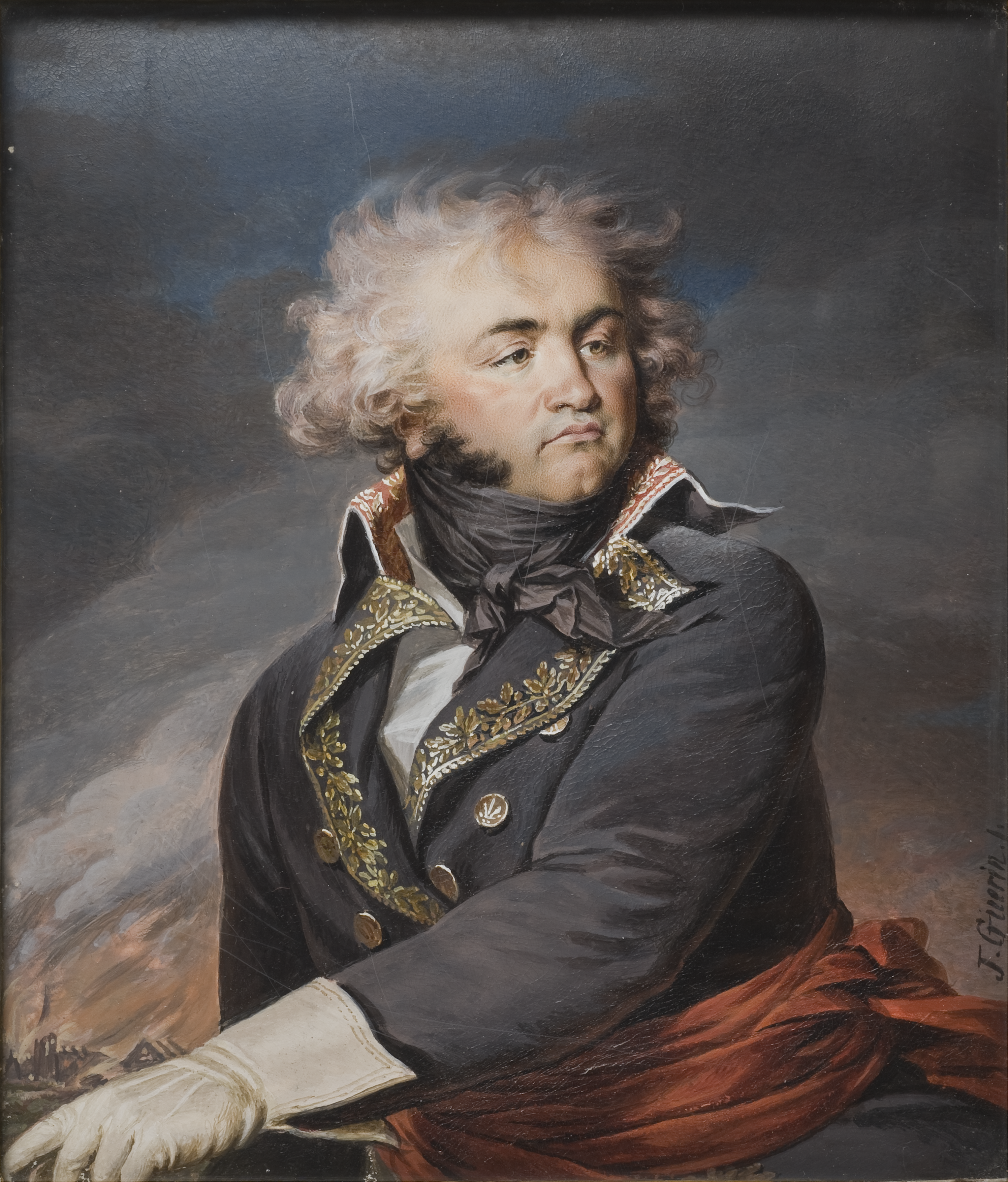
Portret van Jean-Baptiste Kléber, door Jean-Baptiste Paulin Guérin

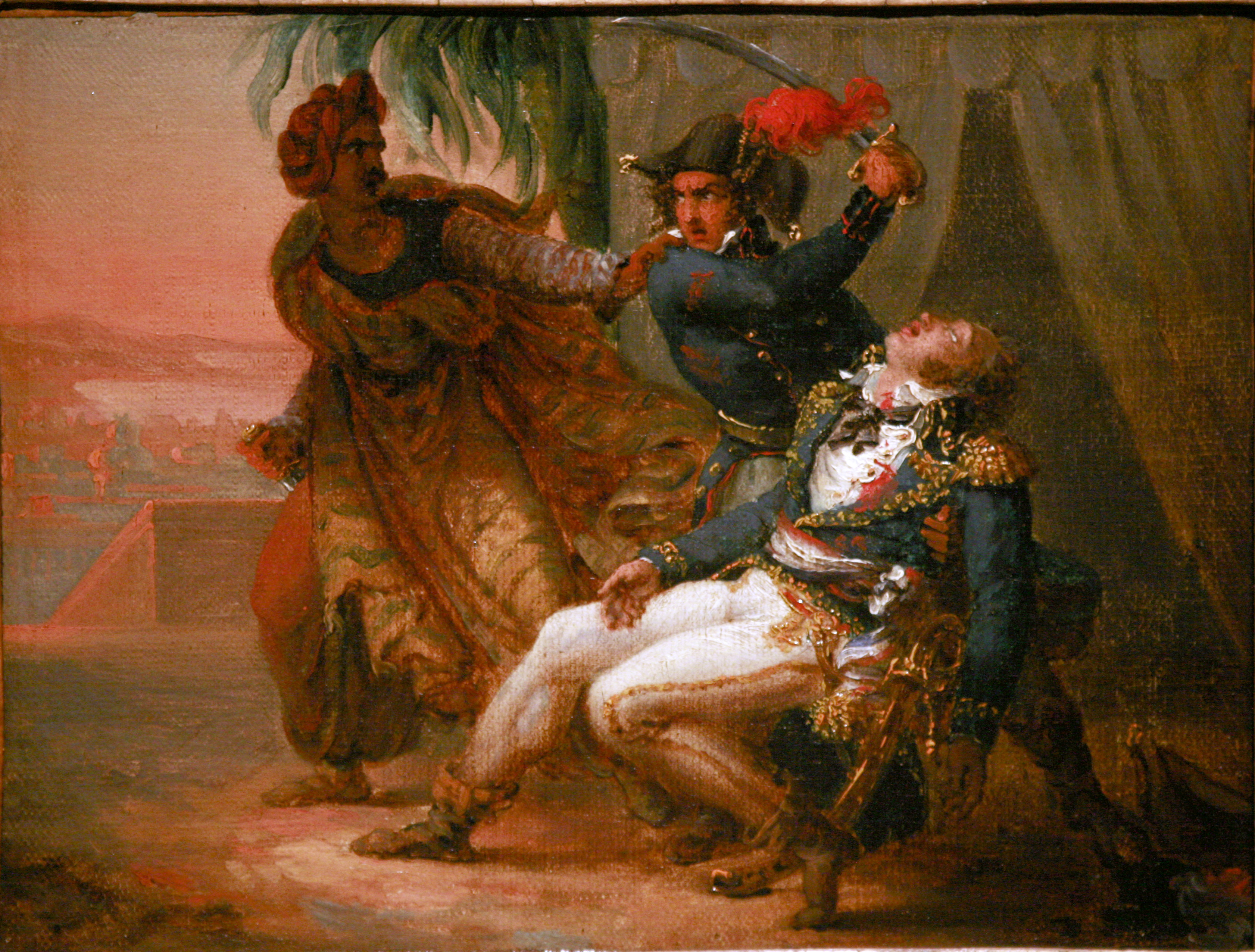
Moordaanslag op Kléber, schilderij van Antoine-Jean Gros in het Musée historique in Straatsburg

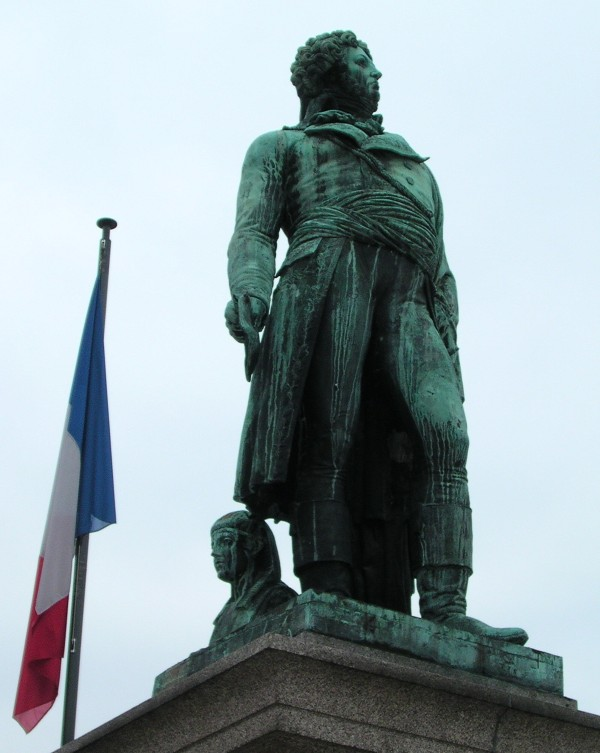
Standbeeld van Jean-Baptiste Kléber op de Place Kléber in Straatsburg

Jean-Baptiste Kléber (Straatsburg, 9 maart 1753 - Caïro, 14 juni 1800) was een Frans generaal tijdens de Franse revolutionaire oorlogen. In 1794 vocht hij in de Slag bij Fleurus en nam na een kort beleg Maastricht in. Vier jaar later vergezelde hij Napoleon Bonaparte naar Egypte, waar hij het slachtoffer van een moordaanslag werd.

## Biografie

### Jeugd
Ondanks zijn arme afkomst studeerde Kléber architectuur onder Jean-François Chalgrin in Parijs. Gebrek aan geld dwong hem echter om weer naar zijn geboortestad Straatsburg terug te keren. Daar kreeg hij de opdracht tot de bouw van een kasteel voor de baron van Grandvillars, dat rond 1787 werd voltooid.
Kléber zou twee Beierse officieren in een kroeggevecht hebben beschermd tegen de plaatselijke bevolking. Als dank regelden de officieren toelating tot de militaire academie van München. De Oostenrijkse staatsman Wenzel Anton von Kaunitz bezocht de school en was zo onder de indruk van Kléber dat hij hem tot onderofficier in zijn regiment benoemde. Aangezien verdere promotie niet mogelijk was, verliet Kléber na enkele jaren weer de Oostenrijkse militaire dienst en werd bouwmeester in Belfort.
Toen de Franse Revolutie in 1789 uitbrak, zou Kléber het koningsgezinde stadsbestuur in bescherming hebben genomen en hun vlucht uit Belfort mogelijk hebben gemaakt.

### Franse revolutionaire oorlogen
Bij het uitbreken van de Eerste Coalitieoorlog tegen Frankrijk in 1792 voegde Kléber zich bij het vrijwilligersregiment van Haut-Rhin en steeg in korte tijd in rang tot luitenant-kolonel. Na de onsuccesvolle verdediging van Mainz in 1793 werd hij gearresteerd en naar Parijs gebracht om terecht te staan. Kléber had echter zo'n goede indruk gemaakt tijdens het beleg van Mainz dat hij werd vrijgesproken en zich weer bij het leger kon voegen, waarna hij in augustus 1793 benoemd werd tot brigadegeneraal.
Kléber vocht in de maanden hierna met succes tegen de opstandelingen in de Vendée en werd gepromoveerd tot divisiegeneraal. In 1794 vocht hij onder generaal Jourdan in de Zuidelijke Nederlanden. Hij nam deel aan de Slag bij Fleurus en belegerde Maastricht, dat na enkele weken gedwongen werd zich over te geven.
In december 1794 nam hij het bevel over de troepen die Mainz belegerden, en in 1795 had hij het bevel over een Frans leger. Hij speelde een belangrijke rol in Jourdans veldtocht in Duitsland in 1796. Nadat Jourdan verslagen werd en zijn troepen weer achter de Rijn moest terugtrekken, werd Kléber verzocht om het opperbevel van de Franse troepen van Jourdan over te nemen, wat hij weigerde.

### Expeditie naar Egypte
In 1798 trok Kléber zich terug uit het leger, maar niet lang daarna accepteerde hij op verzoek van Napoleon Bonaparte het bevel over een divisie en nam hij deel aan Napoleons expeditie naar Egypte. Al kort na de landing, bij Alexandrië, raakte hij gewond aan zijn hoofd. Door zijn verwondingen kon Kléber niet langer aan de veldtocht deelnemen. Hij werd daarop benoemd tot gouverneur van Alexandrië.
Tijdens de veldtocht in Syrië in 1799 nam hij opnieuw een bevel op zich. Hij veroverde Gaza en Jaffa en won de Slag bij de Taborberg tegen de Ottomanen op 16 april.
Toen Napoleon terugreisde naar Parijs om daar zijn staatsgreep te plegen, gaf hij het bevel over de Franse troepen in Egypte over aan Kléber. Omdat de Franse troepen in Egypte geen kant op konden, sloot Kléber op 24 januari 1800 een wapenstilstand met de Britse admiraal Smith waarbij hij zijn troepen uit Egypte mocht evacueren. De Britse admiraal Lord Keith weigerde echter het verdrag te ratificeren. Hierop versloeg Kléber op 20 maart de Ottomanen bij Heliopolis, waarna hij Caïro, dat na een opstand verloren was gegaan, opnieuw innam.

### Moordaanslag
Op 14 juni 1800 kwam Kléber om het leven door een moordaanslag. Suleiman al-Halabi, een student uit Aleppo, stak een mes in zijn hart.
De moordenaar werd op gruwelijke wijze gestraft. Eerst werd zijn rechterarm afgehakt. Vervolgens werd hij gespietst en op een plein in Caïro neergezet om langzaam te sterven. Na zijn dood werd zijn schedel naar Frankrijk gestuurd om daar als lesmateriaal te dienen voor medische studenten. Volgens de leer van de frenologie zou de schedel namelijk een knobbel hebben die verantwoordelijk was voor zijn "crimineel gedrag en fanatisme". De schedel van al-Halabi eindigde in het Musée de l'Homme in Parijs.
Na de moordaanslag werd Klébers lijk teruggestuurd naar Frankrijk. Napoleon vreesde dat Klébers graf een bedevaartsoord zou worden voor republikeinen en liet hem begraven bij het Château d'If op het eilandje If voor de kust van Marseille. Pas in 1838 mochten Klébers stoffelijke resten worden herbegraven in zijn geboortestad Straatsburg, onder een standbeeld van hem, op het in 1840 naar hem vernoemde plein Place Kléber. Zijn hart bevindt zich in een urn in het Hôtel des Invalides in Parijs.

## Historische nalatenschap
Voor de stad Maastricht had het beleg van 1794 en het daarop volgende, twintig jaar durende Franse bewind vrijwel uitsluitend negatieve gevolgen. Tientallen Nederlandse soldaten verloren bij het beleg het leven. Eeuwenoude gebouwen waren in brand geschoten en daarna afgebroken. Door de opheffing van kloosters en kapittels verloren honderden kloosterlingen en kanunniken hun geestelijk tehuis en gingen tal van onvervangbare bibliotheken, archieven en kunstschatten verloren. Nieuwe rijken maakten zich meester van voormalig kerkelijk en adellijk bezit. Alleen het onderwijs verbeterde enigszins.
Klébers optreden in Egypte is meestal vanuit Frans perspectief beschreven.
In Frankrijk wordt zijn nalatenschap nog steeds gezien als een positieve. Zijn naam staat gegraveerd op de Arc de Triomphe in Parijs. In diezelfde stad zijn de hoofdstraat Avenue Kléber en het metrostation Kléber naar hem vernoemd. In Straatsburg zijn de Place Kléber en het bekende Lycée Kléber vernoemd naar de beroemde stadgenoot. Ook de voormalige Trans Europ Express-trein Kléber tussen Parijs en Straatsburg was naar hem vernoemd.
Kléber is de hoofdpersoon in de historische roman Die Nadel van Franz Isidor Proschko (1858). Hij is tevens onderwerp van een aantal schilderijen, tekeningen en beeldhouwwerken in diverse musea en openbare ruimten.